# Aree naturali protette della Repubblica Democratica del Congo
La rete delle aree naturali protette della Repubblica Democratica del Congo copre una superficie complessiva di circa 324.290 km², pari al 13.83% della superficie globale del Paese.

## Parchi nazionali
I parchi nazionali sono 9:
- Parco nazionale dei Virunga, fondato nel 1925 - Patrimonio dell'umanità dell'UNESCO
- Parco nazionale del Lomami
- Parco nazionale di Garamba - Patrimonio dell'umanità dell'UNESCO
- Parco nazionale di Kahuzi-Biega, fondato nel  1970 - Patrimonio dell'umanità dell'UNESCO
- Parco nazionale di Salonga - Patrimonio dell'umanità dell'UNESCO
- Parco nazionale Upemba, fondato nel 1939
- Parco nazionale Maiko, fondato nel 1970 - Patrimonio dell'umanità dell'UNESCO
- Parco nazionale Kundelungu
- Parco nazionale marino delle mangrovie (sito Ramsar)

## Riserve faunistiche
- Riserva faunistica degli okapi
- Riserva faunistica di Bomu

## Riserve scientifiche
- Riserva scientifica Luo

## Riserve della Biosfera
- Riserva della Biosfera di Lufira
- Riserva della Biosfera di Luki
- Riserva della Biosfera di Yangambi

## Riserve naturali
- Riserva naturale di Itombwe
- Riserva naturale di Abumonbazi
- Riserva naturale di Mangai
- Riserva naturale di Sankuru
- Riserva naturale delle mangroie
- Riserva naturale del lago Tshangalele
- Riserva naturale di Lomako-Yokokala
- Riserva naturale di Tayna
- Riserva naturale di N'Sele
- Riserva naturale del triangolo di Ngiri
- Riserva naturale di Tumba-Ledima

- Riserva naturale dei primati Kisimba Ikobo